# Ben Treffers
Benjamin « Ben » Treffers, né le 15 août 1991 à Canberra, est un nageur australien, surtout spécialiste du dos (50 m).
Sur cette distance, il est champion du Commonwealth, champion d'Australie et détenteur du record de son pays. Il remporte la médaille de bronze lors des championnats du monde à Kazan.

## Palmarès

### Championnats du monde

#### Grand bassin
- Championnats du monde 2011 à Shanghai :
  -  Médaille d'argent du relais 4 × 100 m quatre nages (participe uniquement aux séries)
- Championnats du monde 2015 à Kazan :
  -  Médaille de bronze du 50 m dos